# Hermész Triszmegisztosz
Hermész Triszmegisztosz (Háromszor magasztos vagy Háromszor nagy Hermész), minden bizonnyal mitikus alak, feltehetőleg Hermész és az egyiptomi Thot isten (az írás feltalálója) hellenisztikus összevonásából jött létre. Az ókori hagyomány szerint számos alkimista és hermetikus szöveg szerzője, állítólag az ő múmiájának kezében találták meg egykor a híres Tabula smaragdinát (Smaragdtábla), amely az alkímia egyik alapszövegének számít. 

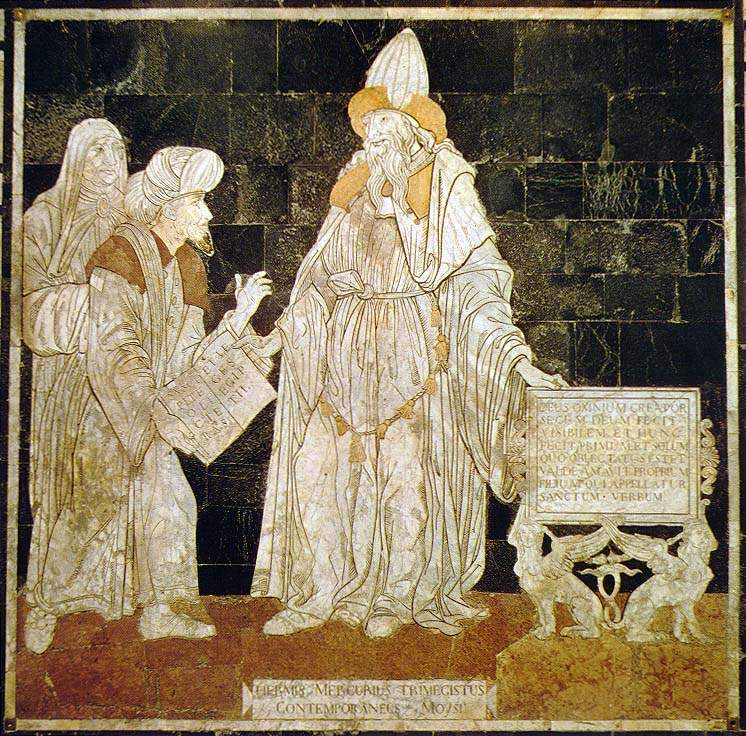
Hermész Merkuriusz Triszmegisztosz, Mózes kortársa. Sienai székesegyház, 1480-as évek

Valószínűleg egyiptomi származású ember volt, a Hermész Triszmegisztosz pedig nem név, hanem egy ún. beavatási fokozat. Thot a leviták magas kasztja, mint az iráni Zarathustra, vagy az indiai risi; mai szóhasználattal mesterek kasztja. Gyakran összekeverik az egyházatyák által igen tisztelt Hermásszal nevük hasonlósága miatt.
A Corpus Hermeticum dialógus-gyűjtemény számos tagját (például a Poimandrészt) neki tulajdonítják; valamilyen beavatásra felkészítő művek töredékei ezek, kései gnosztikus iratok stílusában íródtak és kevésbé Hermész Triszmegisztosz tanításainak továbbadását, mint inkább a hermetikus hagyományba való beavatást szolgálhatták. A gondolatai továbbéltek a korai egyházban, az alkímiában, a középkori misztikusoknál.

## További információ
- Hermész Triszmegisztosz: Tabula smaragdina / A Jó Pásztor; ford., bev. Hornok Sándor; Farkas Lőrinc Imre, Bp., 1995
- Pierre de Lasenicː A hermetika univerzális beavatása. Hermész Triszmegisztosz tanítása alapján; ford. Ladányi Lóránd; Hermit, Miskolc, 2000 (Bibliotheca hermetica)
- Eliphas Léviː Hermész tudománya / A Sanctum Regnum mágikus rituáléja; ford. Seres Dávid, utószó Kássa László; Hermit, Miskolc, 2000 (Bibliotheca hermetica)
- Eliphas Léviː A Nagy Misztériumok Kulcsa. Enoch, Ábrahám, Hermes Trismegistos és Salamon nyomán; ford. Borsos Mária, Nádassy László; Hermit, Miskolc, 2000 (Bibliotheca hermetica)
- Corpus Hermeticum / Tabula Smaragdina. Hermész Triszmegisztosz tanításai; ford. Prókai Attila, közrem. Kássa László; Hermit, Miskolc, 2003
- Frank Dénes Dániel: Nem az égben van – A csillaghit története a kezdetektől MEK- dokumentum (2006)
- Éliphas Lévi: A ragyogás könyve. Bevezetés a hermetikus hagyományba. A tarot, a kabbala, a számmágia és a szabadkőművesség belső misztériumai; ford. Kozma Mihály, Kássa László; Hermit, Miskolc, 2006
- Eliphas Lévi: Hermész tudománya / A Sanctum Regnum mágikus rituáléja. A Tarot nagy arkánuma; Hermit, Onga, 2008 (Esoteria sacra)
- Hermész Triszmegisztosz: Tabula smaragdina / A titkos csodaszer. A hermetikus tan titkos műve; ford. Kovács Gergely Károly; Hermit, Onga, 2008 (Esoteria sacra)
- Hamvas Endre Ádámː A lélek megváltásának hermési útja. Hermés Trismegisztos és a platóni hagyomány. Apolló Könyvtár 37. kötet. Argumentum Kiadó, Budapest, 2016
- Eliphas Lévi: Hermész tudománya / A Sanctum Regnum mágikus rituáléja. A Tarot tromfokkal értelmezve; ford. Seres Dávid, utószó Kássa László; Hermit, Onga, 2019
- Hermész Triszmegisztosz bölcsessége; ford. Hamvas Endre Ádám, László Levente, Tar Ibolya, tan. Hamvas Endre Ádám, Kárpáti Gábor Csaba, szerk. Kárpáti Gábor Csaba; Szenzár, Bp., 2020 (Bibliotheca hermetica)